# Discord Rap Battles
 (février 2025).
Motif : Absence de sources
- Archive Wikiwix
- Bing
- Cairn
- DuckDuckGo
- E. Universalis
- Gallica
- Google
- G. Books
- G. News
- G. Scholar
- Persée
- Qwant
- (zh) Baidu
- (ru) Yandex
- (wd) trouver des œuvres sur Wikidata

| 1. | Préciser le motif de la pose du bandeau. | Précisez le motif de la pose du bandeau en utilisant la syntaxe suivante : {{admissibilité à vérifier\|date=juillet 2025\|motif=remplacez ce texte par le motif}}                        |
| 2. | Informer les utilisateurs concernés.     | Pensez à avertir le créateur de l'article, par exemple, en insérant le code ci-dessous sur sa page de discussion : {{subst:avertissement admissibilité à vérifier\|Discord Rap Battles}} |

Pour des articles plus généraux, voir Epic Rap Battles of History et Imitations et parodies d'Epic Rap Battles of History.
Discord Rap Battles fait partie des nombreuses imitations et parodies d'Epic Rap Battles of History.

## Saison? (2020 - en cours de production)
| no | Ép. | Titre                                       | Date d'exposition | Durée (min:s) | Vues (Mio) | Compétiteurs et autres protagonistes présents | Lien |
| -- | --- | ------------------------------------------- | ----------------- | ------------- | ---------- | --- | ---- |
| 1  | 1   | Kirby vs. Galactus                          | 4 avril 2020      | 3:41          | 1,4        | Kirby (JustGamer), l'aspirant des ennemis contre Galactus (CaptainCharles), l'entité cosmique. |      |
| 2  | 2   | André the Giant vs. Peter Dinklage          | 11 mai 2020       | 2:52          | 7,8        | André le Géant (JustGamer), le catcheur français veut écraser le nain et acteur américain Peter Dinklage (Adam). |      |
| 3  | 3   | Kim Jong Un vs. King George III             | 4 juillet 2020    | 6:12          | 1,5        | Kim Jong-un (JustGamer), le 3e dirigeant de la Corée du Nord lance des bombes à George III (Adam), le roi du Royaume-Uni. Le dictateur irakien Saddam Hussein, l'empereur japonais Hirohito, le président des États confédérés Jefferson Davis (AlaskanSam), et le révolutionnaire vietnamien Hô Chi Minh, s'invitent au cours de la joute verbale. Chaque chefs d'états se confronte l'un après l'autre ; c'est la première battle à six combattants. |      |
| 4  | 4   | Maui vs. Gilgamesh                          | 29 juillet 2020   | 2:21          | 8,9        | Gilgamesh (JustGamer), le dirigeant sumérien contre Maui (Adam), le demi-dieu. |      |
| 5  | 5   | Bernie Sanders vs. Colonel Sanders          | 11 août 2020      | 2:20          | 2,4        | Deux Sanders célèbres s'affrontent dans cet épisode : Colonel Sanders (Adam), le fondateur de KFC contre Bernie Sanders (AlaskanSam), le sénateur américain. |      |
| 6  | 6   | Tommy Wiseau vs. Jay Gatsby                 | 24 août 2020      | 2:55          | 1,2        | Jay Gatsby (JustGamer), le jeune homme fabuleusement riche vivant dans un manoir gothique de West Egg à New York dans les années 1920 contre Tommy Wiseau (Adam), l'acteur polono-américain. |      |
| 7  | 7   | Ben Shapiro vs. Thomas Paine                | 29 août 2020      | 3:18          | 6,9        | Thomas Paine (AlaskanSam), l'intellectuel, pamphlétaire et révolutionnaire anglo-américano-français combat Ben Shapiro (Adam), l'avocat, journaliste et animateur de radio. |      |
| 8  | 8   | Benito Mussolini vs. Emperor Nero           | 22 septembre 2020 | 3:21          | 2,9        | Néron (Snakebite126), le dernier empereur romain lance ses forces à Benito Mussolini (AlaskanSam), le dictateur italien. |      |
| 9  | 9   | MatPat vs. Nostradamus                      | 11 octobre 2020   | 2:59          | 2,5        | Nostradamus (AlaskanSam), l'astrologue français lit ses pensée aux youtuber américain MatPat (JustGamer). |      |
| 10 | 10  | The Mask vs. Beetlejuice                    | 31 octobre 2020   | 3:31          | 2,6        | The Mask (Adam), le fan de Tex Avery joue des tours à Beetlejuice (AlaskanSam), le bio-exorciste. |      |
| 11 | 11  | Scott Pilgrim vs. Scott The Woz             | 19 novembre 2020  | 3:34          | 1,8        | Scott Pilgrim (MaNCHA), le bassiste fainéant contre Scott Wozniak (JustGamer), le youtuber et gamer américain. |      |
| 12 | 12  | Maximilien Robespierre vs. Joseph McCarthy  | 29 novembre 2020  | 3:58          | 3,2        | Maximilien Robespierre (AlaskanSam), le grand personnage de la révolution française contre Joseph McCarthy (J.Morris), l'ancien sénateur américain. |      |
| 13 | 13  | The Grinch vs. John McClane                 | 25 décembre 2020  | 2:45          | 1,3        | Le Grinch (Evan), le monstre qui déteste Noël contre John McClane (Adam), le héros de Die Hard. |      |
| 14 | 14  | Ray Kroc vs. Andrew Carnegie                | 14 janvier 2021   | 3:25          | 1,5        | Ray Kroc (Snakebite126), l'entrepreneur de McDonald's contre Andrew Carnegie (Ethan Zagranis), le philanthrope écossais. |      |
| 15 | 15  | Audrey II vs. Sweeney Todd                  | 17 février 2021   | 3:05          | 1,8        | Sweeney Todd (TheAngryMidget), le tueur en série fictifs tranche en deux la plante carnivore Audrey II (AdamSandlerDRB). |      |
| 16 | 16  | Phoenix Wright vs. Atticus Finch            | 22 mars 2021      | 3:36          | 1,8        | l'avocat du jeu Ace Attorney Phoenix Wright (AdamSandlerDRB), contre Atticus Finch (AlaskanSam), l'autre avocat fictif. Maya Fey (garbageGothic), fait une brève apparition. |      |
| 17 | 17  | Kirby vs. Galactus 2                        | 1er avril 2021    | 3:31          | 1,9        | Kirby (Azia), l'aspirant des ennemis contre Galactus (Light), l'entité cosmique. |      |
| 18 | 18  | Alex Jones vs. J. Jonah Jameson             | 23 avril 2021     | 3:07          | 3,3        | J. Jonah Jameson (Adam), le journaliste fictif contre Alex Jones (Skitzy), l'animateur de radio. |      |
| 19 | 19  | Pewdiepie vs. The Pied Piper                | 17 mai 2021       | 2:36          | 9,7        | PewDiePie (littleflecks), le youtuber anglais mitraille Le joueur de flûte (AlaskanSam), le fameux poème de Robert Browning. |      |
| 20 | 20  | Cooking Mama vs. Papa Louie                 | 18 juin 2021      | 2:46          | 1,3        | Deux jeux de cuisine s'affrontent dans cet épisode : Cooking Mama (garbageGothic), le jeux sorti sur la DS contre Papa Louie (Zagranis), l'autre jeux sorti sur Android et iOS. |      |
| 21 | 21  | Coco Chanel vs. Hercules Mulligan           | 5 juillet 2021    | 3:34          | 9,4        | Coco Chanel (K.C), la grande couturière française essaye de déchirer les vêtements de Hercules Mulligan (Alex M.), le tailleur et espion américain d'origine irlandais. |      |
| 22 | 22  | Charlie Brown vs. Charlie Sheen             | 24 juillet 2021   | 3:02          | 35,6       | Charlie Sheen (Vladimyr P), l'acteur, scénariste et producteur de cinéma américain contre Charlie Brown (Fightmarker), le petit garçon intelligent et réfléchi. |      |
| 23 | 23  | Alan Turing vs. Hermann Rorschach           | 27 août 2021      | 2:51          | 10,7       | Alan Turing (Toni Rigatoni), le cryptologue britannique contre Hermann Rorschach (AdamSandlerDRB), le psychanalyste suisse. |      |
| 24 | 24  | Garfield vs. Lord Beerus                    | 19 octobre 2021   | 2:52          | 25,6       | Deux chats fictifs s'opposent dans cet épisode : Beerus (AlaskanSam), le dieu de la destruction du septième univers griffe Garfield (MaNCHA), le personnage de la bande dessinée du même nom. |      |
| 25 | 25  | Green Goblin vs. The Wicked Witch           | 31 octobre 2021   | 3:16          | 44,2       | La Méchante sorcière de l'Ouest (bblackroses), la sorcière du roman Le Magicien d'Oz jette des sorts au Bouffon vert (RaccoonbroVA), le super-vilain de Marvel. |      |
| 26 | 26  | Oh Il Nam vs. General Zaroff                | 26 novembre 2021  | 2:36          | 8,7        | Général Zaroff (RNG), le psychopathe russe joue des tours à Oh Il-nam (JustGamer), le protagoniste de Squid Game. |      |
| 27 | 27  | Charles Dickens vs. Alan Moore              | 26 décembre 2021  | 3:23          | 10,2       | Deux grands écrivains se battent dans cet épisode : Charles Dickens (Cri et AlaskanSam), le plus grand romancier ajoute quelque texte à Alan Moore (AdamSandlerDRB et King Mewtwo), le scénariste de bande dessinée et écrivain britannique. |      |
| 28 | 28  | The Red Baron vs. The White Death           | 31 janvier 2022   | 3:19          | 22,2       | Deux personnages en surnom de couleur s'opposent dans cet épisode : Le Baron Rouge (AlaskanSam), le célèbre aviateur de la Première Guerre mondiale pose son avion sur le territoire de La Mort Blanche (Rabi), le militaire de la Seconde Guerre mondiale. |      |
| 29 | 29  | Ruby Rose vs. Jim Corbett                   | 14 février 2022   | 2:43          | 7,2        | Ruby Rose (K.C), la protagoniste et leader de la team RWBY affronte Jim Corbett (SIR Rap Battles), le chasseur indien d'origine anglais. |      |
| 30 | 30  | Commander Tartar vs. Alexander Graham Bell  | 6 mars 2022       | 2:42          | 8,7        | Alexander Graham Bell (Swizkii), l'inventeur du téléphone scotto-américano-canadien passe un appel au Général Tartar (Splatoon 2, Swoldow), l'antagoniste principal de l'Octo Expansion. |      |
| 31 | 31  | Vince McMahon vs. P. T. Barnum              | 30 mars 2022      | 3:23          | 15,9       | P. T. Barnum (AlaskanSam), l'entrepreneur de spectacle américain veut embaucher Vince McMahon (Fightmarker), le promoteur du catch. |      |
| 32 | 32  | Team Rocket vs. Wet Bandits (Home Alone)    | 2 mai 2022        | 3:17          | 37,5       | La Team Rocket, les vilains de la franchise Pokémon composée de : Jessie (JesseBoxVO), James (AdamSandlerDRB), Qulbutoké (JustGamer) et Miaouss (MetaMachine) veulent piéger Les Voleurs, de la saga de même nom composée de Harry Lime (RaccoonbroVA) et Marvin « Marv » Merchants (Toni Rigatoni). |      |
| 33 | 33  | Ra vs. Copernicus                           | 10 juillet 2022   | 2:57          | 11,2       | Nicolas Copernic (Psytube), l'astronome polonais affronte Rê (Light), le dieu du soleil. |      |
| 34 | 34  | Baymax vs. Labo Man                         | 16 août 2022      | 2:25          | 6,7        | Labo Man (Nintendo Labo, JustGamer et Trakked), le robot en carton contre Baymax (Les Nouveaux Héros, JustGamer), le robot gonflable. |      |
| 35 | 35  | Hatsune Miku vs. Rythmbot                   | 22 septembre 2022 | 2:41          | 12,6       | Rythmbot (Michael Stark), le robot de Discord veut changer les paroles de Hatsune Miku (Azia), l'héroïne de Vocaloid. |      |
| 36 | 36  | Red Mist Squidward vs. LeBron James         | 31 octobre 2022   | 3:17          | 48,6       | LeBron James (Danii), le king du basket-ball contre Carlo Tentacule (CCRB), le voisin grognon. |      |
| 37 | 37  | Virtual Boy vs. Polybius                    | 30 novembre 2022  | 2:57          | 20,9       | Polybius (Shimario et garbageGothic), la borne maudit essaye décracker Virtual Boy (JustGamer et Spidey Fam), la console retiré du marché. |      |
| 38 | 38  | Bubble Bass vs. Anton Ego                   | 9 décembre 2022   | 3:12          | 32,6       | Deux gourmands se met à table dans cet épisode : Anton Ego (King Mewtwo), le goûteur du film Ratatouille lance les couverts à Boule de gras (Quizzique), le gros mangeur de burger. |      |
| 39 | 39  | The Front Man vs. Chris McLean              | 31 janvier 2023   | 3:59          | 38,5       | Hwang In-ho (JustGamer), l'homme au masque noir contre Chris McLean (Snakebite126), le présentateur fictif de la série L'île des défis extrêmes. Dream (Cri et Michael Stark), vient ajouter la parole. |      |
| 40 | 40  | Jesse Pinkman vs. Hughie Campbell           | 28 février 2023   | 3:45          | 15,6       | Hughie Campbell (The Boys JustGamer), l'homme doux contre Jesse Pinkman (AdamSandlerDRB), le cuisinier et revendeur crystal meth. Walter White (Swordtee40), vient terminer la bataille. |      |
| 41 | 41  | The Joker vs. FRED                          | 2 avril 2023      | 3:22          | 55,2       | Fred Figglehorn (RaccoonbroVA et Snakebite126), le youtubeur fictif envoie les vidéos à Joker (Skitzy et GamingPlush64), le clown psychopathe de Gotham City, célèbre pour ses farces sanglantes. |      |
| 42 | 42  | Dr. Eggman vs. William Howard Taft          | 30 mai 2023       | 3:28          | 16,1       | Eggman (AdamSandler2DRB), le pire ennemi de Sonic lance ses forces aux 27e président des États-Unis William Taft (MaNCHA). |      |
| 43 | 43  | Alexander the Great vs. Genghis Khan        | 9 juillet 2023    | 4:09          | 33,5       | Le fondateur de l'Empire mongol Gengis Khan (RNG), et sa horde de guerriers ravageurs pointe son épée à Alexandre le Grand (littleflecks), le roi de Macédoine. |      |
| 44 | 44  | Bigfoot vs. The Big Bad Wolf                | 1 novembre 2023   | 3:22          | 24,1       | Le grand méchant loup (AfroLegacy), l'ennemi du petit chaperon rouge veut croquer Bigfoot (Chase Beck), le créature légendaire. |      |
| 45 | 45  | Bass Reeves vs. Annie Oakley                | 14 février 2024   | 3:27          | 17,0       | Bass Reeves (Shadow Zel), le premier shérif adjoint noir de l'United States Marshals Service confisque le pistolet de Annie Oakley (JesseBoxVO), la femme légendaire de l'ouest. |      |
| 46 | 46  | Jay Gatsby vs. Tommy Wiseau                 | 7 juillet 2024    | 3:35          | 10,1       | Jay Gatsby (RaccoonBroVA et Mr. Tibbs), le jeune homme fabuleusement riche vivant dans un manoir gothique de West Egg à New York dans les années 1920 contre Tommy Wiseau (MichaelStarkMedia et Adam), l'acteur polono-américain. |      |
| 47 | 47  | Dr. Jekyll & Mr. Hyde vs. The Invisible Man | 31 octobre 2024   | 3:52          | 8,3        | L'Homme invisible (TaigaTonic et AdamDRB), l'homme sans tête affronte Docteur Jekyll et M. Hyde (Zawesome et TheMonarchy), l'homme au double-personnalité. Le policier (JustGamer et Littleflecks) fait une courte apparition. |      |
| 48 | 48  | Bomberman vs. Minesweeper                   | 26 janvier 2025   | 2:41          | 4,7        | Bomberman (Shimario), le poseur de bombes veut faire exploser le démineur (JustGamer), le jeu vidéo de réflexion. |      |
| 49 | 49  | Doctor Doom vs. Count Dracula               | 5 juillet 2025    | 4:04          | 5,01       | Le comte Dracula (Luke Reardon), le vampire du divertissement aspire à glacer le sang du Docteur Fatalis (Rosenthal), le pire ennemi d'Iron Man. |      |